# Fontaine-la-Gaillarde
Fontaine-la-Gaillarde är en kommun i departementet Yonne i regionen Bourgogne-Franche-Comté i norra Frankrike. Kommunen ligger i kantonen Sens-Nord-Est som tillhör arrondissementet Sens. År 2022 hade Fontaine-la-Gaillarde 518 invånare.

## Befolkningsutveckling
Antalet invånare i kommunen Fontaine-la-Gaillarde
| Referens: INSEE |